# Psocodea (classification phylogénétique)
Pour le genre, voir Psocoptera.
Cette page a pour objet de présenter un arbre phylogénétique des Psocodea (Psocoptères et Phthiraptères), c'est-à-dire un cladogramme mettant en lumière les relations de parenté existant entre leurs différents groupes (ou taxa), telles que les dernières analyses reconnues les proposent. Ce n'est qu'une possibilité, et les principaux débats qui subsistent au sein de la communauté scientifique sont brièvement présentés ci-dessous, avant la bibliographie.

## Arbre phylogénétique
Le cladogramme présenté ici ne possède qu'une valeur indicative. Il n'est pas forcément consensuel, et on peut toujours se référer à la bibliographie au bas de l'article.
Le symbole ▲ renvoie à la partie immédiatement supérieure de l'arbre phylogénétique du vivant. Le signe ► renvoie à la classification phylogénétique du groupe considéré. Tout nœud de l'arbre portant plus de deux branches montre une indétermination de la phylogénie interne du groupe considéré.
Les habitudes typographiques des botanistes et des zoologistes sont différentes. Ici, par commodité de lecture, et certains groupes actuels relevant des deux domaines traditionnels, les noms de taxons supérieurs au genre sont tous écrits en caractères droits, les noms de genres ou d'espèces en italiques.
À la suite d'un taxon, sa période d'apparition, quand elle est connue, peut être indiquée suivant la légende suivante :
(Plé) : Pléistocène ; (Pli) : Pliocène ; (Mio) : Miocène ; (Oli) : Oligocène ; (Éoc) : Éocène ; (Pal) : Paléocène ; (Cré) : Crétacé ; (Jur) : Jurassique ; (Tri) : Trias ; (Per) : Permien ; (Car) : Carbonifère ; (Dév) : Dévonien ; (Sil) : Silurien ; (Ord) : Ordovicien ; (Camb) : Cambrien ; (Edi) : Édiacarien. Pour plus de précision si possible, (-) : inférieur ; (~) : moyen ; (+) : supérieur.

```
▲

└─o 
Psocodea

  ├─o 
Trogiomorpha

  └─o
    ├─o 
Psocomorpha

    └─o 
Troctomorpha

      ├─o 
Amphientometae

      └─o 
Nanopsocetae

        └─o
          ├─o
          │ └─o 
Amblycera

          └─o
            ├─o 
Ischnocera

            └─o
              ├─o 
Rhyncophthirina

              └─o 
Anoplura
```

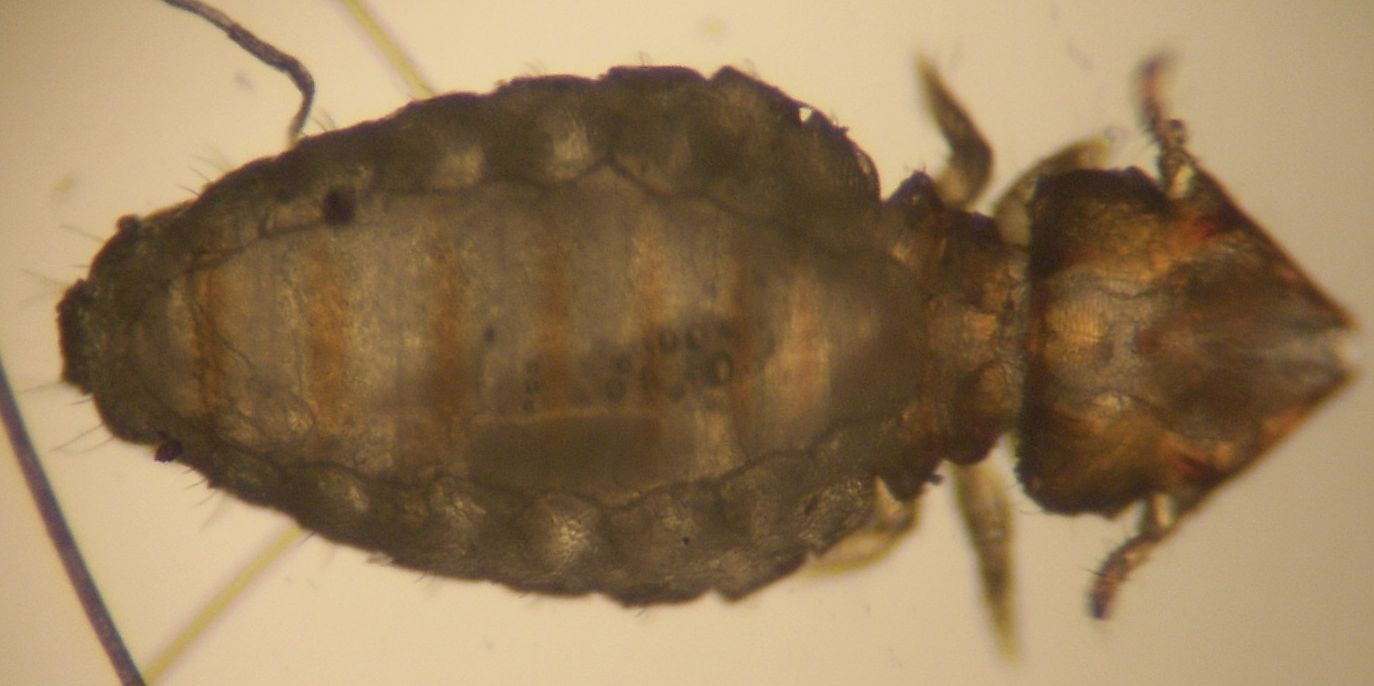
Le pou du chat domestique, Felicola subrostratus (Ischnocera)
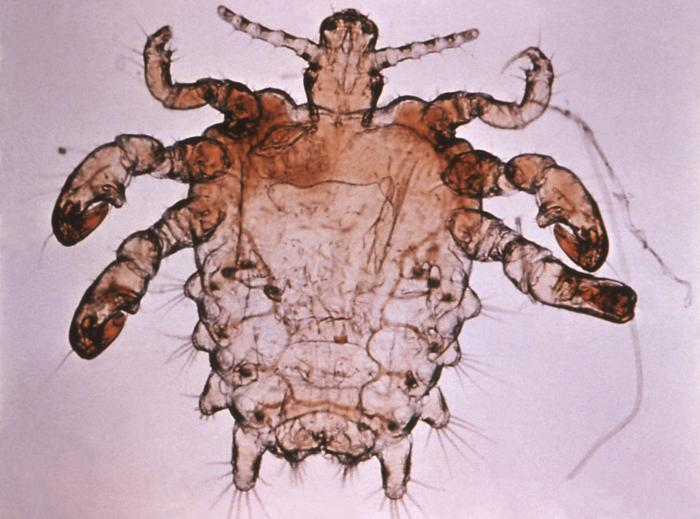
Le pou du publis, Phtirius inguinalis (Anoplura)

## Débat scientifique relatif à la phylogénie desPsocodea
Les Psocodea regroupent les anciens Psocoptera et Phthiraptera, les seconds, parasites, semblant être apparus à deux reprises (groupement polyphylétique ?) au sein des premiers (qui forment donc un groupe paraphylétique), parmi les Troctomorpha.
La phylogénie des Ischnocera n'est pas élucidée, l'analyse des données morphologiques et moléculaires produisant des résultats incompatibles entre eux. La classification d'Eichler (1963) semble en tout cas être obsolète, nombre de ses familles et sous-familles étant paraphylétiques.

## En savoir plus

### Sources bibliographiques de référence
- Yoshizawa, K. et K. P. Johnson. 2006. « Morphology of male genitalia in lice and their relatives and phylogenetic implications ». Systematic Entomology 31: 350-361.
- Johnson, K. P., Yoshizawa, K. et V. S. Smith. 2004. « Multiple origins of parasitism in lice ». Proceedings of the Royal Society of London 271: 1771-1776.
- Smith, Vincent S., Page, Roderic D.M. et Johnson, Kevin P. 2004. « Data incongruence and the problem of avian louse phylogeny ». Zoologica Scripta 33(3):239-259
- Yoshizawa, K. 2002. « Phylogeny and higher classification of suborder Psocomorpha (Insecta: Psocodea:'Psocoptera') ». Zoological Journal of the Linnean Society 136: 371-400.
- Johnson, Kevin P., Adams, Richard J., et Clayton, Dale H. 2001. « Molecular systematics of Goniodidae (Insecta: Phthiraptera) », J. Parasitol., 87(4), 2001, p. 862–869

### Sources internet
- Psoco Net
- Charles Lienhard, 2002, « Classification of Psocoptera (with checklist of genera) »
- The Tree of Life Web Project